# گنجشک مرداب
گنجشک مرداب (نام علمی: Melospiza georgiana) نام یک گونه از سرده گنجشک‌های آوازخوان است.